# Anadolu Efes Spor Kulübü 2013-2014
Questa voce raccoglie le informazioni riguardanti l'Anadolu Efes Spor Kulübü nelle competizioni ufficiali della stagione 2013-2014.

## Stagione
La stagione 2013-2014 dell'Anadolu Efes Spor Kulübü è la 36ª nel massimo campionato turco di pallacanestro, la Türkiye 1. Basketbol Ligi.

## Roster
Aggiornato al 27 gennaio 2022.
| Anadolu Efes 2013-14 | Anadolu Efes 2013-14 |
| Giocatori            | Staff tecnico        |
| -------------------- | -------------------- |

| N. | Naz.                                               | Ruolo | Nome               | Anno | Alt.   | Peso   |  |
| -- | -------------------------------------------------- | ----- | ------------------ | ---- | ------ | ------ |  |
| 4  | Turchia (bandiera)                                 | P     | Doğuş Balbay       | 1989 | 185 cm | 82 kg  |  |
| 6  | Macedonia del Nord (bandiera) · Turchia (bandiera) | A     | Cedi Osman         | 1995 | 204 cm | 88 kg  |  |
| 7  | Grecia (bandiera)                                  | AP    | Kōstas Vasileiadīs | 1984 | 201 cm | 102 kg |  |
| 8  | Turchia (bandiera)                                 | G     | Birkan Batuk       | 1990 | 196 cm | 87 kg  |  |
| 9  | Turchia (bandiera)                                 | C     | Semih Erden        | 1986 | 212 cm | 109 kg |  |
| 11 | Turchia (bandiera)                                 | AC    | Burak Can Yıldızlı | 1994 | 203 cm | 82 kg  |  |
| 12 | Turchia (bandiera)                                 | AC    | Kerem Gönlüm (C)   | 1977 | 208 cm | 102 kg |  |
| 13 | Turchia (bandiera)                                 | C     | Deniz Kılıçlı      | 1990 | 206 cm | 132 kg |  |
| 20 | Serbia (bandiera)                                  | AG    | Duško Savanović    | 1983 | 204 cm | 102 kg |  |
| 21 | Turchia (bandiera)                                 | AP    | Okben Ulubay       | 1996 | 201 cm | 86 kg  |  |
| 22 | Stati Uniti (bandiera)                             | PG    | Jamon Gordon       | 1984 | 191 cm | 98 kg  |  |
| 30 | Stati Uniti (bandiera)                             | G     | D.J. Stephens      | 1990 | 198 cm | 85 kg  |  |
| 32 | Stati Uniti (bandiera)                             | AP    | Scotty Hopson      | 1989 | 201 cm | 102 kg |  |
| 33 | Serbia (bandiera)                                  | AG    | Tadija Dragićević  | 1986 | 206 cm | 112 kg |  |
| 34 | Croazia (bandiera)                                 | PG    | Zoran Planinić     | 1982 | 201 cm | 88 kg  |  |
| 41 | Turchia (bandiera)                                 | C     | Emircan Koşut      | 1995 | 216 cm | 100 kg |  |
| 42 | Croazia (bandiera)                                 | C     | Stanko Barać       | 1986 | 217 cm | 111 kg |  |
| 51 | Montenegro (bandiera)                              | AC    | Milko Bjelica      | 1984 | 207 cm | 102 kg |  |

| Allenatore                                                                 |
| - Oktay Mahmuti (fino al 22 dicembre) - Vaggelīs Aggelou (dal 24 dicembre) |
| Assistente/i                                                               |
| - Recep Şen Legenda - (C) Capitano - (IN) Inattivo - Infortunato           |

## Mercato

### Sessione estiva
| Acquisti | Acquisti           | Acquisti        | Acquisti      | Acquisti |
| R.a      | Nome               | da              | Modalità      |          |
| -------- | ------------------ | --------------- | ------------- | -------- |
| PG       | Zoran Planinić     | Chimki          | definitivo    |          |
| AG       | Tadija Dragićević  | Azov. Mariupol' | definitivo    |          |
| AP       | Scotty Hopson      | Hapoel Eilat    | definitivo    |          |
| C        | Deniz Kılıçlı      | WV Mountaineers | definitivo    |          |
| AP       | Kōstas Vasileiadīs | Bilbao Berri    | definitivo    |          |
| C        | Miroslav Raduljica | Azov. Mariupol' | fine prestito |          |

| Cessioni | Cessioni           | Cessioni        | Cessioni       | Cessioni |
| R.       | Nome               | a               | Modalità       |          |
| -------- | ------------------ | --------------- | -------------- | -------- |
| G        | Saša Vujačić       | İstanbul B.B.   | fine contratto |          |
| C        | Esteban Batista    | Karşıyaka       | fine contratto |          |
| P        | Jordan Farmar      | L.A. Lakers     | fine contratto |          |
| C        | Ermal Kuqo         | Bandırma Banvit | fine contratto |          |
| AG       | Gökhan Şirin       | Beşiktaş        | fine contratto |          |
| PG       | Kerem Tunçeri      | Türk Telekom    | fine contratto |          |
| G        | Sinan Güler        | Galatasaray     | fine contratto |          |
| AP       | Josh Shipp         | Türk Telekom    | fine contratto |          |
| C        | Ramazan Tekin      | Tofaş Bursa     | fine contratto |          |
| C        | Miroslav Raduljica | Milwaukee Bucks | rescissione    |          |

### Dopo l'inizio della stagione
| Acquisti | Acquisti      | Acquisti        | Acquisti         | Acquisti   |
| R.       | Nome          | da              | Data             | Modalità   |
| -------- | ------------- | --------------- | ---------------- | ---------- |
| AG       | Milko Bjelica | Saski Baskonia  | 30 dicembre 2021 | definitivo |
| G        | D.J. Stephens | Milwaukee Bucks | 10 aprile 2014   | definitivo |

| Cessioni | Cessioni          | Cessioni            | Cessioni         | Cessioni       |
| R.       | Nome              | a                   | Data             | Modalità       |
| -------- | ----------------- | ------------------- | ---------------- | -------------- |
| AG       | Tadija Dragićević | Stella Rossa        | 28 dicembre 2014 | fine contratto |
| AP       | Scotty Hopson     | Cleveland Cavaliers | 31 marzo 2014    | rescissione    |